# جزیره ترینتی، جزایر ویلیس
جزیره ترینتی٬ جزایر ویلیس (به انگلیسی: Trinity Island, Willis Islands) یک جزیره و منطقه حفاظت‌شده در بریتانیا است که در جزایر جورجیای جنوبی و ساندویچ جنوبی واقع شده‌است.